# NGC 2396
NGC 2396 ist ein Offener Sternhaufen des Typs III3p in dem Sternbild Achterdeck des Schiffs südlich der Ekliptik.
Entdeckt wurde das Objekt am 31. Januar 1785 von William Herschel.